# Richard Kingston (cónego)
Richard Kingston (falecido em Novembro de 1418) foi um cónego de Windsor de 1400 a 1402 e o Deão de Windsor de 1402 a 1418.

## Carreira
Ele foi nomeado:
- Chanceler de Abergwili 1392
- Reitor de Pertenhall antes de 1397
- Reitor de Yeovil 1397
- Reitor de Croston, Lancashire 1405
- Prebendário de Beverley no altar de Santa Maria 1405
- Prebendário de Mapesbury na Catedral de São Paulo 1405 - 1418
- Vigário de Stepney 1406 - 1418
- Prebendário de Flixton na Catedral de Lichfield 1400-1814
- Reitor de Barrowby, Lincolnshire 1411
- Arquidiácono de Hereford 1389 - 1404
- Arquidiácono de Colchester 1405
- Prebendário de Cherminster Bere na Catedral de Salisbury 1406 - 1418
- Reitor de Fakenham, Norfolk
- Prebendário de Wells
- Prebendário de Cublington na Catedral de Hereford, 1391
- Prebendário de Ballingthorpe na Catedral de Hereford, 1393
- Escriturário de Obras no Castelo Hereford 1401
- Tesoureiro da Casa Real 1405 - 1407

Ele foi nomeado para a sétima bancada na Capela de São Jorge, Castelo de Windsor em 1400, e manteve a posição até ser nomeado Deão de Windsor em 1402.